# Eurithia incongruens
Eurithia incongruens là một loài ruồi trong họ Tachinidae.